# Fontainebleauská smlouva (1814)
Fontainebleauská smlouva (1814) byla smlouva uzavřená ve francouzském Fontainebleau 11. dubna 1814 mezi Napoleonem I. a zástupci Rakouska, Ruska a Pruska. Smlouvu podepsali zplnomocněnci obou stran 11. dubna a Napoleon ji ratifikoval 13. dubna. Smlouvou zbavili spojenci Napoleona postavení francouzského císaře a poslali jej do vyhnanství na ostrov Elbu.

## Úvod
Ve válce šesté koalice (1812–1814) vytlačila v roce 1813 koalice Rakouska, Pruska, Ruska, Švédska, Spojeného království a několika německých států Napoleona z Německa. V roce 1814 zaútočily na Francii v Pyrenejích Spojené království, Španělsko a Portugalsko, a přes Rýn Rusko, Rakousko a jejich spojenci. Po bitvě u Paříže zahájily vyjednávání s členy francouzské vlády o abdikaci Napoleona Bonaparte.
31. března vydala Koalice prohlášení k francouzskému národu:
„Spojenecké mocnosti jsou nyní, po obsazení Paříže, připraveny přijmout prohlášení francouzského národa. Prohlašují, že kdyby bylo nutné, aby mírové podmínky obsahovaly silnější záruky, kdyby bylo potřeba zkrotit Napoleonovy ambice, budou příznivější, až Francie sama návratem k rozumnější vládě předloží záruku uklidnění. Hlavy spojeneckých států prohlašují, že se nadále nebudou spolčovat s Napoleonem a ani s nikým z jeho rodiny; že respektují celistvost staré Francie, tak jak existovala za legitimních králů – a mohou zajít ještě dále, protože vždy zastávají zásadu, že pro štěstí Evropy je zapotřebí, aby Francie byla velká a silná; že uznají a zaručí takovou ústavu, jakou si vytvoří sám francouzský národ. Vybízejí tedy Senát, aby jmenoval prozatímní vládu, která by se postarala o náležitosti správy a zavedla takovou ústavu, která by vyhovovala francouzskému lidu. Záměry, které jsem zde vyjádřil, sdílím se všemi zúčastněnými mocnostmi. Alexandr, Paříž, 31. března 1814 ve 3 hodiny odpoledne.“
1. dubna vystoupil Alexandr I. osobně ve francouzském Senátu a podrobně probral podmínky uvedené v prohlášení z předešlého dne a na znamení dobré vůle oznámil, že dá neprodleně propustit 150 000 francouzských válečných zajatců, které Rusko zadrželo od napadení Ruska Francií v roce 1812. Další den přijal francouzský Senát podmínky spojenců a vydal prohlášení o sesazení Napoleona. Vydal také dekret datovaný 5. dubna, který schvaluje jejich akce a v jehož závěru se uvádí:
„… Senát prohlašuje a nařizuje následující:
1. Napoleon Bonaparte je sesazen z trůnu a následnické právo jeho rodiny se ruší.
2. Francouzský lid a armáda jsou zbaveny přísahy věrnosti, kterou mu složily.
3. Toto nařízení bude předáno departmentům a vojenským jednotkám a okamžitě vyhlášeno ve všech čtvrtích hlavního města.“ – Moniteur, 5. dubna 1814
3. dubna 1814 se Napoleon, který byl ve Fontainebleauském paláci, dozvěděl, že jej francouzský Senát sesadil z trůnu. Když koaliční síly veřejně prohlásily, že vedou spor s Napoleonem, nikoliv s francouzským lidem, Napoleon to označil za klam, abdikoval ve prospěch svého syna a regentkou ustanovil císařovnu Marii Luisu.
K panovníkům koalice vyslal tři zplnomocněnce s touto podmínečnou abdikací:
„Jelikož spojenecké mocnosti prohlásily, že císař Napoleon je jedinou překážkou k nastolení míru v Evropě, císař Napoleon, věren své přísaze, prohlašuje, že je ochoten vzdát se trůnu, odejít z Francie, a dokonce ze samého života, pro dobro země, které je neoddělitelné od práv jeho syna, regentství císařovny a zachování zákonů císařství.“ – Napoleon, Fontainebleau, 4. dubna 1814
Poté, co byli zplnomocněnci vysláni s poselstvím, Napoleon se doslechl, že Auguste Marmont plně ovládl bojiště a že kapitulace je nevyhnutelná. Vládcové koaličních států nebyli ochotni k žádným kompromisům a Napoleonovu nabídku odmítli: „Regentství s císařovnou a jejím synem – to zní dobře, přiznávám, ale Napoleon zůstává – v tom je potíž. Marně slibuje, že zůstane v klidu v ústraní, které mu bude určeno. Znáte lépe než já jeho nenasytnou činorodost, jeho ctižádostivost. Jednoho krásného dne dosadí do čela regentství sám sebe nebo je sám sebou nahradí. Pak válka vypukne znovu a celá Evropa bude v ohni. Hrůza z něčeho takového donutí spojence, aby měli armády v pohotovosti, a zmaří všechny jejich mírové úmysly.“ – Car Alexandr
Poté, co byla Napoleonova podmínečná abdikace odmítnuta a Napoleonovi nezbylo žádné vojenské řešení, podrobil se nevyhnutelnému:
„Jelikož spojenecké mocnosti vyhlásily, že císař Napoleon je jedinou překážkou znovunastolení všeobecného míru v Evropě, císař Napoleon, věren své přísaze, prohlašuje, že se zříká za sebe i za své dědice francouzského a italského trůnu a že není žádné osobní oběti, dokonce ani oběti života, kterou by nebyl ochoten přinést pro zájmy Francie.“ – Napoleon, Fontainebleau, 6. dubna 1814
V následujících dnech na sklonku jeho vlády nad Francií vypracovali a podepsali v Paříži 11. dubna zplnomocněnci formální smlouvu, kterou Napoleon ratifikoval 13. dubna.

## Podmínky
Tato smlouva obsahovala celkem 21 článků. Na základě nejdůležitějších podmínek smlouvy byl Napoleon zbaven moci vládce francouzského císařství, ale on i Marie Luisa Rakouská si směli podržet své tituly císaře a císařovny. Kromě toho bylo všem Napoleonovým následníkům i členům rodiny zakázáno získat moc nad Francií.
Smlouva také ustanovila ostrov Elbu jako samostatné knížectví pod vládou Napoleona. Suverenitě a vlajce Elby zaručovaly uznání signatářské cizí mocnosti, ale jen Francii bylo dovoleno Elbu asimilovat.
Dalším bodem Smlouvy bylo, že císařovně Marii Luise bude postoupeno Vévodství Parmy, Piacenzy a Guastally. Mimo to přímý mužský potomek císařovny Marie Luisy měl nést titul Vévoda z Parmy, Piacenzy a Guastally. V dalších bodech Smlouvy byl roční důchod císařovny Josefíny snížen na milión franků a Napoleon se musel vzdát všech svých nemovitostí ve Francii ve prospěch francouzské koruny a vrátit všechny korunovační klenoty Francii. Směl si ponechat jen 400 mužů, kteří mu měli sloužit jako osobní garda.
Signatáři byli Caulaincourt, vévoda z Vicenzy; maršál MacDonald, vévoda z Tarentu; Maršál Ney, vévoda z Elchingen; kníže Metternich; hrabě Nesselrode; a baron Hardenberg.

## Stanovisko Spojeného království
Spojené království Velké Británie a Irska zastávalo stanovisko, že francouzský národ je ve stavu vzpoury a že Napoleon Bonaparte je uchvatitel. Lord Castlereagh vysvětlil, že smlouvu za krále Spojeného království nepodepíše, protože by tím uznal legitimitu Napoleona jako císaře Francouzů a že jeho vysídlení na ostrov, na němž bude vládcem a který je v těsné blízkosti Francie a Itálie, kde je silné jakobínské smýšlení, by snadno mohlo vyústit v další střet.

## Krádež
V roce 2005 byli dva Američané, někdejší profesor dějepisu John William Rooney (74 let) a Marshall Lawrence Pierce (44) odsouzeni francouzským soudem za krádež jednoho z exemplářů Fontainebleauské smlouvy z Francouzského národního archivu někdy v letech 1974-1988. Krádež vyšla najevo v roce 1996, kdy kurátor Francouzského národního archivu zjistil, že Pierce dal tento dokument do prodeje v Sotheby’s. Rooney a Pierce byli v USA uznáni vinnými a byla jim vyměřena pokuta 1 000, respektive 10 000 dolarů. Nebyli však vydáni soudu do Francie. Exemplář Smlouvy, jakož i množství dalších dokumentů (jako dopisy od francouzského krále Ludvíka XVIII), které Rooney a Pierce odcizili, byly Spojenými státy vráceny do Francie v roce 2002.